# Sōhei

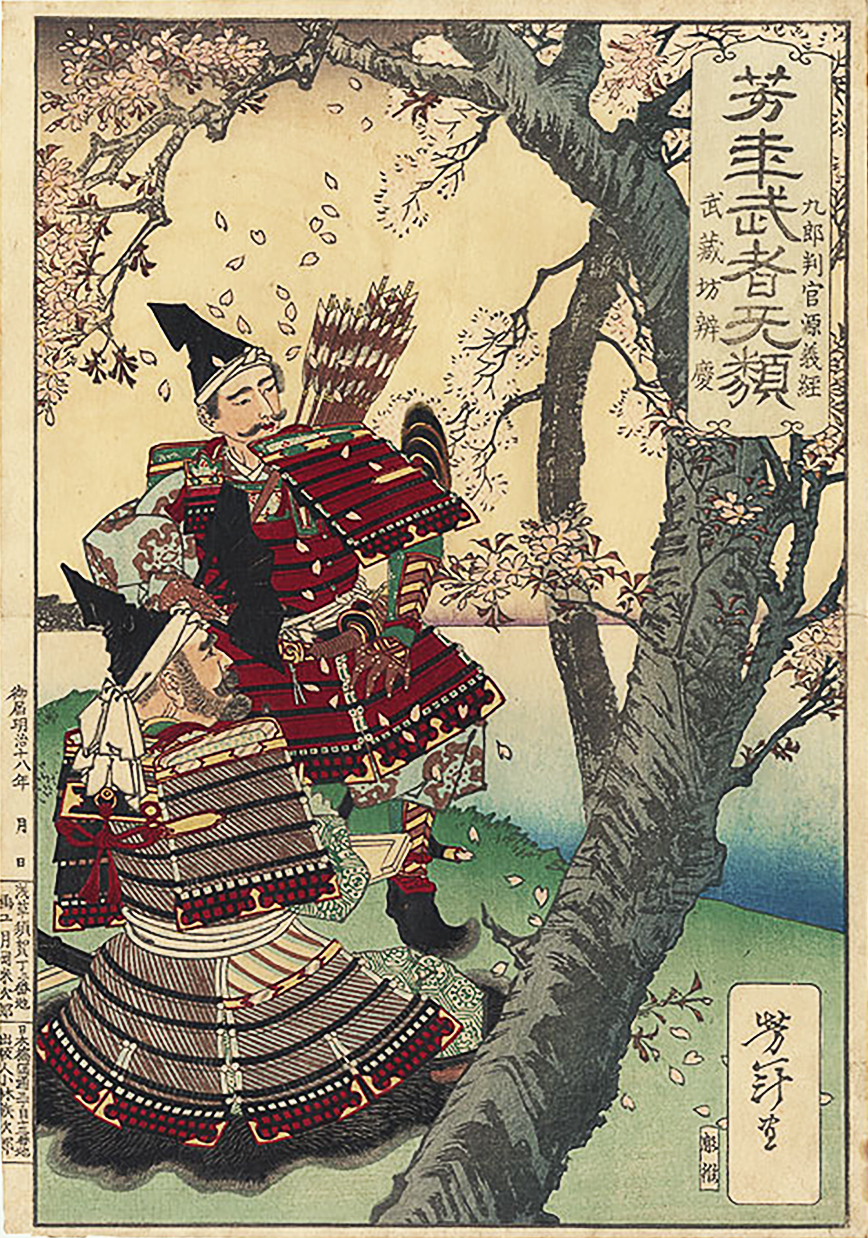
El sōhei Benkei amb Minamoto no Yoshitsune

Un sōhei (僧 兵) és un monjo guerrer japonès. Aquests monjos guerrers van arribar a tenir un important poder durant el període feudal. No s'han de confondre amb els Yamabushi, un altre tipus de monjos que practicaven el Shugendo.

## Història
Els sohei van aparèixer possiblement al segle x, a partir de les divisions entre les diverses sectes budistes de l'època. Durant el segle X van obtenir lloc moltes revoltes per part dels sohei contra el Govern, sobretot a Kyoto i Nara. A la fi del segle xii, els sohei es van fer forts sobretot durant les Guerres Gempei, mentre que les disputes entre els temples no acabaven. Els clans Minamoto i Taira van tractar d'obtenir l'ajuda dels sohei de Nara i Kyoto, intentant incloure les forces dels temples als exèrcits samurai. Taira no Kiyomori va enviar generosos tributs d'arròs i seda a Enryakuji, assegurant que no ajudaria als seus enemics; els Minamoto, per la seva part', es van aliar amb els monjos de Mii-dera.
L'any 1180, en una de les més famoses batalles en què els sōhei van participar, els monjos de Mii-dera i els samurais de Minamoto van tractar de defensar el pont sobre el Riu Uji i Byōdō-in a la Batalla d'Uji, 1180. Els monjos Mii-dera van aixecar els taulers del pont, perjudicant els samurais a cavall perquè no van poder creuar.
En aquesta batalla va aparèixer la figura de Gochin no Tajima, primer sōhei del qual es diu que tallava per la meitat les fletxes que els Taira li llançaven. Els sōhei, armats amb arcs, van resistir un temps, però van ser finalment derrotats. Tot i la derrota, Taira no Kiyomori va ordenar que matessin els monjos que se li van oposar. Mii-dera va ser cremada una vegada més, com molts dels temples de Nara. Només el Enryaku-ji va aconseguir sortir il·lès.
L'any 1467 va començar la guerra de Ōnin, la qual va ser el preludi de més d'un segle de guerra civil al Japó i l'estímul d'una reorganització dels monjos guerrers. A diferència de les invasions dels mongols del segle xiii, la guerra Ōnin es va lliurar principalment a Kyoto, i per això els monjos guerrers no van poder romandre neutrals, a més d'haver-se format una nova raça de monjos guerrers: els monjos Ikkō-ikki. Quan els monjos de la Muntanya Hiei havien iniciat els ensenyaments de la secta Tendai, els nous monjos Ikkō-ikki van seguir els dictats de la secta Foto Shinshu. Eren essencialment coalicions de sacerdots religiosos fonamentalistes, a més de camperols i les seves famílies, que estaven disposats a lluitar per les seves creences. Ikkō-ikki es tradueix d'una forma similar a grup devot, però allà per on passaven se'ls coneixia per les revoltes que portaven amb ells. L'any 1488, Rennyo, el líder dels monjos Ikkō-ikki, va incitar a una revolta contra les regles samurai a la província de Kaga. Des d'allà es van estendre a Nagashima, Ishiyama Hongan-ji i província de Mikawa. El seu creixent poder va atreure l'atenció de cabdills com Oda Nobunaga i Tokugawa Ieyasu, qui van reconèixer la seva força i els seus afiliats com un problema important.

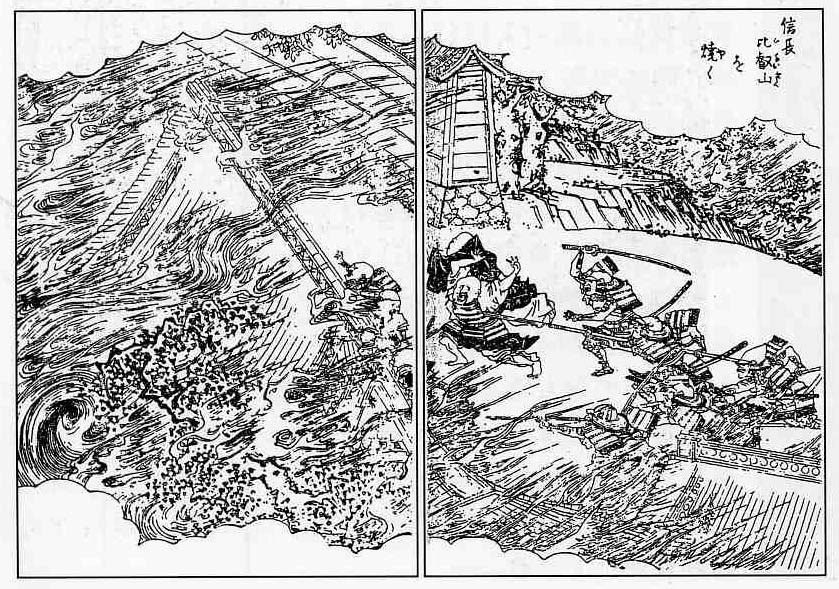
Les forces d'Oda Nobunaga van incendiar Enryaku-ji i van massacrar els monjos en el Setge del mont Hiei de 1571 (representació a lEhon taikōki)

Oda Nobunaga va pujar al poder a finals de la dècada de 1560. Els monjos d'Enryaku-ji van recuperar el seu poder militar i van lliurar una sèrie d'altercats als carrers de Kyoto contra una nova secta rival del budisme Nichiren. Finalment, va cremar tots els temples de Nichiren a Kyoto i després va buscar a aliats entre els senyors locals. Lamentablement per a ells, els clans Azai i Asakura amb què es van aliar eren enemics d'Oda Nobunaga.
Des del 29 de setembre de 1571, l'exèrcit de Nobunaga, que comptava amb 30.000 homes, va atacar la Muntanya Hiei, destruint Enryaku-ji. Encara que va ser reconstruïda, mai va poder recosntruir l'exèrcit permanent de monjos guerrers. Nobunaga va passar a la lluita contra els Ikkō-ikki en les seves fortaleses de Nagashima i Ishiyama Hongan-ji. L'estiu de 1574, amb l'ajuda del pirata Kuki Yoshitaka, Nobunaga va bloquejar les fortaleses Ikkō i els seus 20.000 habitants van morir després de l'incendi provocat pels homes de Nobunaga i per inanició.
En les dues batalles de Kizugawaguchi, Nobunaga va derrotar el clan Mori, qui tenia el control naval de la zona. Els Ikko finalment es van veure obligats a rendir-se l'any 1580. Als anys 1580 i 1590, diverses faccions de monjos guerrers es van aliar amb Tokugawa Ieyasu o el seu rival Toyotomi Hideyoshi, lluitant en una sèrie de batalles i escaramusses. Quan Tokugawa Ieyasu finalment va derrotar a l'últim dels seus enemics, va prendre el control del país el 1603, any amb el qual la vida dels monjos guerrers va arribar a la seva fi.

## Armes
Els sohei eren molt variats en armament. Normalment, solien portar la naginata, una llarga llança amb un full unida al seu extrem. El seu llarg abast la feia molt efectiva contra cavalleria i infanteria, a més de ser bastant fàcil d'utilitzar. Aquesta arma estava relacionada amb els monjos guerrers i va ser usada pel famós Gochin no Tajima, també conegut com a Tajima el tallafletxes a la batalla d'Uji en 1180. La seva naginata va liderar la defensa d'un pont brandant de manera tan forta que les fletxes de l'enemic rebotaven sense fer-li la més petita rascada.
També se sap que solien utilitzar l'arc i fins i tot durant algunes batalles, utilitzaven unes fletxes especials que, en ser llançades, emetien un fort so semblant a un xiulet que servia per espantar els enemics o com a senyal.
Una altra arma coneguda era el mosquet. Els monjos guerrers eren famosos pel seu domini amb les armes de foc, en concret la secta Negoroji i els Ikko-Ikki.
La katana, però, era usada en el combat proper, sent els monjos guerrers del clan Uesugi els més temuts en l'ús d'aquesta arma.
Els sohei solien tenir grans coneixements d'arts marcials i exposar al màxim la seva resistència física, sent els Monjos de Hiei dels més importants. Els monjos de la muntanya Hiei professaven a l'escola budista de Tendai. A diferència de la majoria de les doctrines budistes, els seguidors de Tendai sostenien que es podia aconseguir la il·luminació en una sola vida. Per assolir aquesta finalitat, els monjos se sotmetien al Kaihogyo, una atroç prova de resistència física en què havien de recórrer 30 km per dia a peu durant 100 dies seguits al llarg de cinc anys consecutius. El sisè any, la distància s'ampliava fins als 60 km durant 100 dies i el setè fins als 84 km.

## Vestimenta
Com a vestimenta, els monjos solien portar una sèrie de quimonos, generalment blanc a la part de sota i violeta a la part superior. Aquest estil ha canviat molt poc des de la introducció del budisme al segle VII. El calçat tradicional consistia en esclops de fusta o sandàlies. Els monjos guerrers sovint solien portar un gran mocador blanc per cobrir-se el cap. Com a armadura, els monjos guerrers portaven part de l'armadura samurai.